# فردریکنا
فردریکنا (نام علمی: Frederickena) نام یک سرده از تیره مورچه‌مرغ است.